# Elvira Vassilkova
Elvira Vassilkova   (Novouralsk, 15 de maig de 1962) és una nedadora russa de naixement, però belarussa d'adopció, ja retirada, especialista en braça, que va competir sota bandera de la Unió Soviètica durant la dècada de 1970. Està casada amb el també nedador Aleksandr Buchenkov.
El 1980 va prendre part en els Jocs Olímpics d'Estiu de Moscou on va disputar dues proves del programa de natació. Guanyà la medalla de plata en els 100 metres braça i, fent equip amb Yelena Kruglova, Alla Grishchenkova i Natàlia Strúnnikova guanyà la de bronze en els 4x100 metres estils.